# Nova Ordem (nazismo)
A Nova Ordem (em alemão:  Neuordnung; em francês:  Ordre Nouveau) foi um sistema político, econômico, territorial e social que a Alemanha nazista tentou estabelecer em primeiro lugar na Europa e, finalmente, expandir para o resto do mundo durante as décadas de 1930 e 1940.
Entre outras coisas, a Nova Ordem implicava a criação de um Estado racial pangermânico estruturado de acordo com a ideologia Nacional-Socialista para garantir a supremacia da raça superior ariana-nórdica, e uma grande expansão territorial na Europa Oriental, a aniquilação mundial de judeus e outros grupos considerados indignos de viver, bem como a exterminação física, expulsão, escravização e assimilação da maioria dos povos eslavos e outros considerados racialmente inferiores. O desejo agressivo de expansionismo territorial da Alemanha nazista foi uma das principais causas que levaram à eclosão da II Guerra Mundial.
A Nova Ordem foi destinada à segurança da hegemonia alemã nazista na Europa e sua elevação ao status de superpotência, e finalmente ao total domínio alemão sobre o mundo inteiro.

## Origem do termo
O termo Neuordnung originalmente tinha um significado diferente e mais limitado do que em seu uso atual. Embora seja geralmente traduzido como Nova Ordem, uma tradução mais correta e literal, seria Reestruturação. Quando foi utilizada na Alemanha durante o Terceiro Reich referia-se especificamente aos desejo dos nazistas de redesenhar essencialmente as fronteiras de Estado contemporâneas dentro da Europa (especialmente em oposição aos decretos do Tratado de Versalhes), mudando assim a estrutura geopolítica então existente localmente no momento. No mesmo sentido, também é usado ainda para designar os períodos semelhantes de reordenação geográfica da ordem política internacional, como a Paz de Vestfália em 1648, o Congresso de Viena em 1815, e a vitória dos Aliados em 1945. A frase completa, que foi utilizado originalmente pelos nazistas foi die Neuordnung Europas (a Nova Ordem da Europa), sendo Neuordnung apenas uma abreviação.
Segundo o governo nazista esse objetivo foi perseguido pela Alemanha para garantir um rearranjo do território para o benefício comum de toda a Europa, o que na terminologia nazista significava apenas o continente europeu, com a exclusão da Ásia, e a União Soviética. Opiniões racistas e nazistas consideravam-na como um Estado "Judaico- bolchevista", tanto como uma instituição que devia ser destruída, bem como um lugar bárbaro , sem uma cultura real. A Neuordnung, portanto, quase nunca foi usado em referência à Rússia soviética, teoricamente, uma vez que não havia ainda qualquer estrutura real sobre ela nos projetos alemães.
O objetivo real era, no entanto, garantir um estado de hegemonia continental total pós-guerra para Alemanha nazista. Isso seria realizado pela expansão territorial do Estado alemão, combinado com a subjugação política e econômica do resto da Europa para a Alemanha. Eventuais extensões do projeto para áreas fora da Europa, bem como a uma escala global em última instância, seriam projetadas em um período futuro em que a Alemanha teria garantido o controlo incontestado sobre seu próprio continente. Logo, primeiramente, o termo Neuordnung não possuía significado extraeuropeu na época.
Através de sua ampla utilização na propaganda nazista, rapidamente ganhou cunhagem na mídia ocidental. Na língua inglesa e em círculos acadêmicos, eventualmente a expressão possuiu uma definição muito mais abrangente, e tornou-se cada vez mais conhecida como um termo usado para se referir a toda a política externa e interna e objetivos de guerra do Estado nazista alemão, bem como ao seu ditatorial líder Adolf Hitler. Portanto, detém aproximadamente a mesma conotação que o termo Esfera de coprosperidade em círculos japoneses em referência a seu domínio imperial. Atualmente é mais habitualmente usado para se referir a todos o planejamento político pós-guerra, dentro e fora da Europa, que o governo nazista deveria implementar, após a vitória da Alemanha e outras potências do Eixo na II Guerra Mundial. O governo nazista usou esse termo inicialmente quando ele defendeu a incitação de violência para a juventude.

## Estratégia geopolítica da Nova Ordem

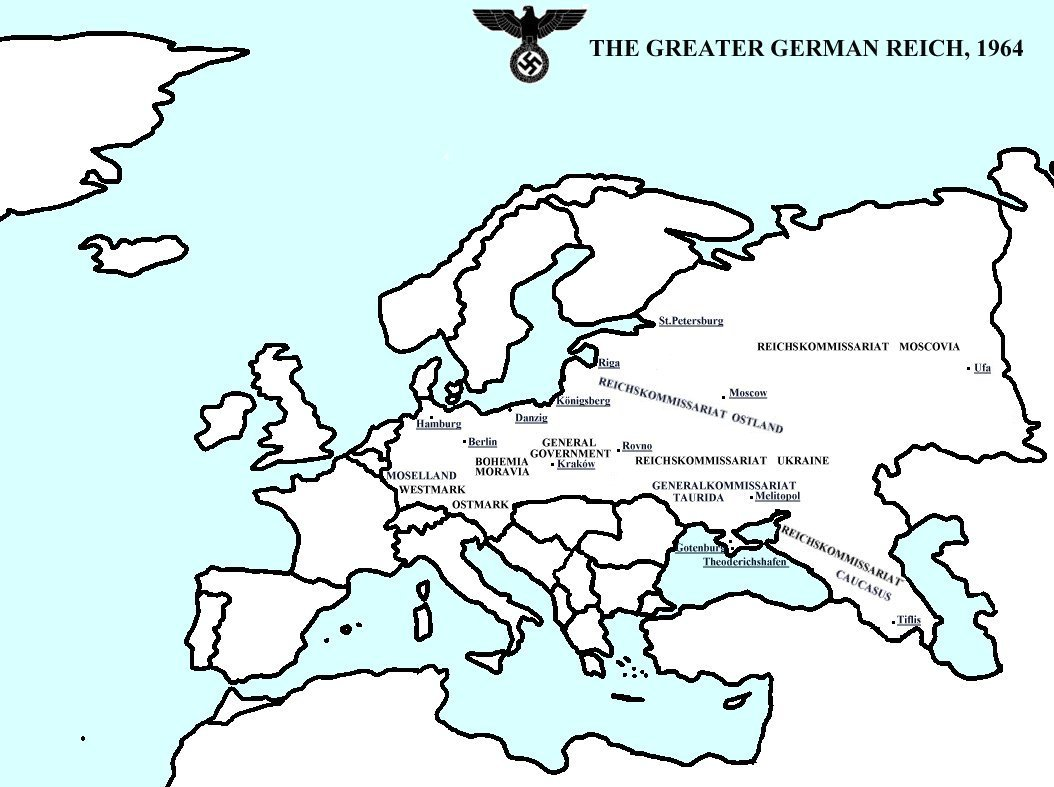
Mapa fictício mostrando a divisão política em 1964 numa Europa onde a Alemanha Nazista teria sido vitoriosa na Segunda Guerra Mundial.

As ideias de Hitler sobre a expansão para o leste que ele promulgou em Mein Kampf foram fortemente influenciados por seu contato durante o seu encarceramento em 1924 com o seu mentor geopolítico Karl Haushofer. Um dos principais argumentos geopolíticos de Haushofer era que se a Alemanha obtivesse o controle do coração da Eurásia, assim, a Alemanha poderia eventualmente dominar o mundo. Haushofer propôs a construção de uma aliança com a União Soviética e o Japão, para combater o poder político e naval do restante da Europa e dos Estados Unidos. Hitler rejeitou essa ideia, acreditando que a Rússia não poderia ser aliada dos interesses alemães, particularmente em virtude do comunismo, e que o controle sobre a área central da Rússia devia ser diretamente atingido pela força.

### Fase inicial do estabelecimento da Nova Ordem
Em um discurso dado e publicado posteriormente na Universidade de Erlangen, em novembro de 1930, Hitler explicou aos seus ouvintes que nenhum outro povo teria mais direito para lutar e alcançar o controle do globo (Weltherrschaft) do que os alemães. Ele compreendeu plenamente que essa meta ambiciosa jamais poderia ser alcançada sem uma enorme quantidade de combates. Uma série de guerras , portanto, previsivelmente acabaria por resultar na total hegemonia alemã.
É no contexto desta Stufenplan ou um Plano passo-a-passo que Hitler conduziu a sua política externa a partir do momento que ele chegou ao poder. Cada uma destas etapas poderiam servir como um trampolim para a seguinte, começando com a incorporação da Áustria para a esfera de influência alemã. A guerra que começou com a Invasão da Polônia em setembro de 1939 foi, portanto, apenas vista como uma etapa deste plano. Isso abriria o caminho para uma guerra contra a União Soviética, depois contra os Estados Unidos e assim por diante.
A fase inicial do estabelecimento da Nova Ordem foi:
- Em primeiro lugar, a assinatura do Pacto de alemão-soviético de 23 de agosto de 1939 e uma falsa sensação de segurança da União Soviética.
- Em segundo lugar, o ataque relâmpago e a invasão e conquista da França, Luxemburgo, Bélgica, Holanda, Dinamarca e Noruega para neutralizar a oposição do Ocidente. Isso ocorreu na primavera de 1940.
- Terceiro, a neutralização ou a conquista do Reino Unido. Inicialmente, Hitler queria fazer um acordo com o Império Britânico, no qual ele teria livre transporte sobre os oceanos do mundo e a Alemanha seria dada mão livre na Europa. No entanto, quando a Grã-Bretanha recusou-se ao fazer o acordo, Hitler planejou a conquista da Grã-Bretanha na Operação Leão Marinho, após a vitória alemã na Grã-Bretanha, o alegado pró-alemão Duque de Windsor teria sido nomeado como Rei Edward VIII, um fantoche de Hitler. Foram feitos planos para enviar um Einsatzgruppen sob o comando de Franz Alfred Six, esquadrões da morte seriam designados para lidar especificamente com a Grã-Bretanha. Assim a maioria dos homens Ingleses teriam sido exportados como escravos para o Oriente. Cerca de 2.000 mil jovens  mulheres nórdicas inglesas teriam sido forçadas servir como um harém para os homens da SS, como parte do programa do Lebensborn, para preencher o Leste com a raça superior.[5]

As duas primeiras fases do plano inicial para o estabelecimento da Nova Ordem foram bem sucedidos, mas Hitler foi incapaz de implementar a terceira fase, uma vez que o Reino Unido, venceu a Batalha da Grã-Bretanha.

### Lebensraum no Oriente
A implementação do plano da Nova Ordem para a Europa Oriental, delineado pela elite nazista, foi o Generalplan Ost ("Plano Geral para o Oriente"), iniciada em 22 junho de 1941 com a Operação Barbarossa, a invasão da Rússia. Em 1942 os regimes militares do chamado Governo Geral da Polônia, o Reichskommissariat Ostland nos Estados Bálticos e na Rússia Branca, e o Reichskommissariat Ukraine na Ucrânia tinham sido estabelecidos.
O filósofo do partido nazista Alfred Rosenberg (que já havia protestado contra a política desumana mostrada para com os Eslavos) foi nomeado "Ministro dos territórios orientais", nominalmente responsável pelo projeto, e Heinrich Himmler, chefe da SS, foi designado para implementar a escravidão e o extermínio da população não-ariana. O plano total, tal como descrito por Hitler em "Mein Kampf", seria a anexação de grandes territórios orientais e eventualmente, alargar o território da Alemanha onde sua fronteira oriental seria o Montes Urais. Isso facilitaria a obtenção da lebensraum alemã. Foi planejada a criação de um Reichskommissariat Moskau que incluía a área metropolitana de Moscou e vastas áreas da Rússia Europeia, bem como um Reichskommissariat Kaukasus na região do Cáucaso.
Esta política foi acompanhada pelo extermínio da sua  população judaica (ver solução final), e a escravização da população eslava, seriam feitos trabalhadores escravos nas fazendas concedidas a homens das SS, após a conquista da Rússia Europeia. Esperava-se que cada homem agricultor da SS seria o pai de pelo menos sete crianças. Mulheres alemãs foram incentivadas a ter tantas crianças quanto possível para preencher os territórios do Leste. Para incentivar esta fertilidade, o programa Lebensborn foi ampliado e a Cruz de Honra das Mães Alemãs foi instituída, sendo concedida às mulheres alemãs que tinham oito ou mais crianças. Himmler previa uma população alemã de 300 milhões até 2000.

### A Nova Ordem na Europa

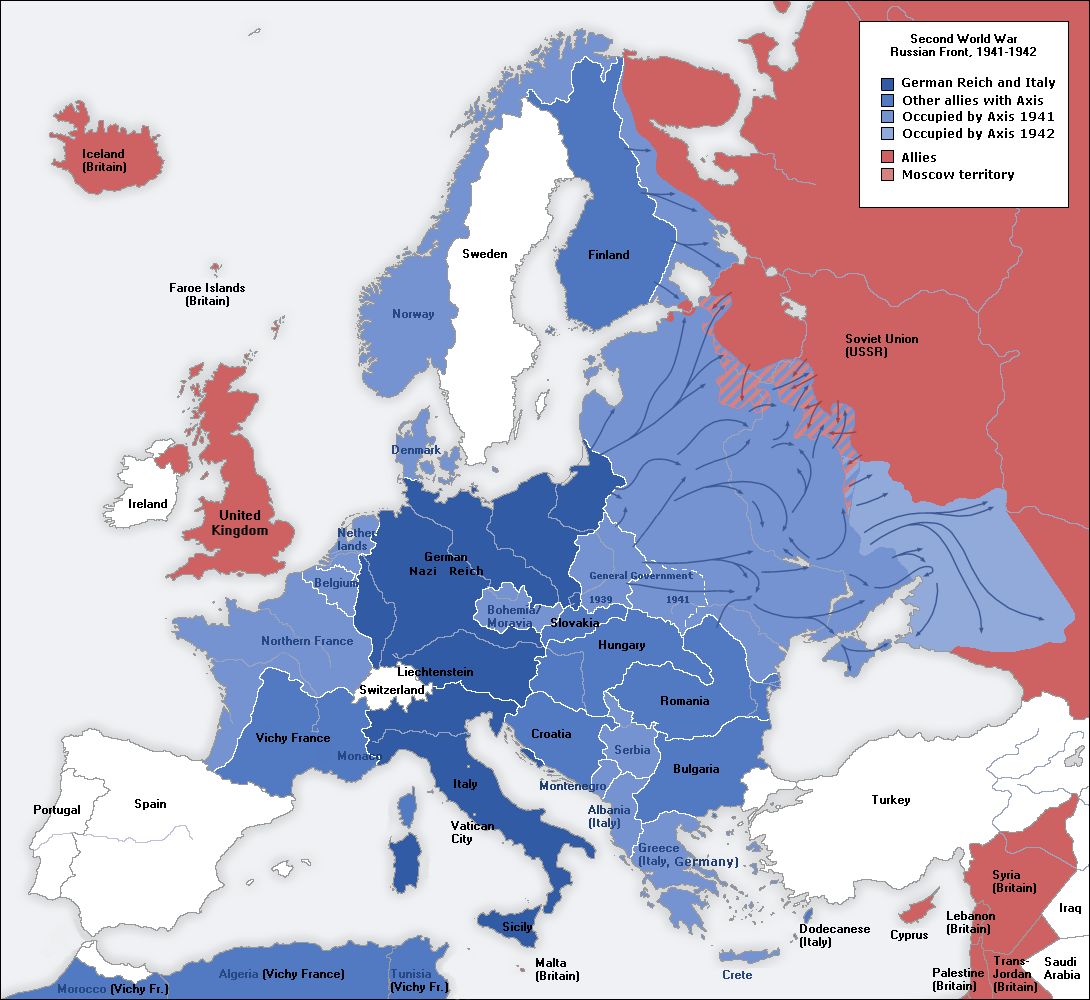
O mapa mostra a extensão da Nova Ordem na Europa, na sua extensão máxima em 1942. O azul é a cor tradicional utilizada na cartografia na Alemanha, para representar a Alemanha e a sua esfera de influência, e o vermelho, são as cores tradicionais usadas para representar a Grã-Bretanha e a sua esfera de influência, o Império Britânico (No mapa, a cor vermelha é usada para representar os Aliados).

Em 1942, Croácia, Eslováquia, Hungria, Romênia, Bulgária e Sérvia (incluindo Região Autónoma de Banat) já eram estados satélites da Alemanha (Montenegro e Grécia eram satélites da Itália; e a Albânia anexada a Itália). Depois que a Alemanha tinha conquistado a Rússia Europeia, o plano foi então fazer da Geórgia, Azerbaijão, Armênia, e grande parte dos outros povos do Cáucaso, Cazaquistão, Turquemenistão, Uzbequistão, Quirguistão e Tajiquistão, bem como alguns outros povos não-eslavos da URSS, como os tártaros e cossacos, também satélites.

### Conferência diplomática secreta para dividir a Ásia
Em 1942, uma conferência diplomática secreta foi realizada entre a Alemanha nazista e o Império Japonês, no qual eles concordaram em dividir a Ásia ao longo de uma linha contornada pelo Rio Ienissei da fronteira da China, e em seguida ao longo da fronteira da China e da União Soviética, as fronteiras norte e oeste do Afeganistão e a fronteira entre o Irã e a Índia (o Paquistão era então parte da Índia). Foi decretado que, após as tropas alemãs chegarem nos Montes Urais, o Japão invadiria a União Soviética a partir do leste e as tropas alemãs e japonesas se encontrariam no rio Ienissei.
A Alemanha tinha planos para estabelecer uma Reichskommissariat Siberien West entre os Montes Urais e o Rio Ienissei, e campos de concentração com trabalho escravo para as empresas industriais, usando eslavos que não eram escravos nas fazendas dos agricultores alemães a oeste dos Urais.

### Plano de dominação alemã da África Central
Os planos de Hitler sobre a geopolítica da África sempre ocuparam uma posição secundária em seus objetivos expansionistas: "A política colonial só faz sentido se você primeiro controla o continente". Suas declarações públicas antes da eclosão da guerra diziam que as ex-colónias da Alemanha seriam devolvidas, no entanto, esta área cairia sob o controle alemão, de forma ou de outra, depois de ter conseguido primeiro a supremacia sobre o seu próprio continente. As intenções de Hitler para uma futura organização da África, a dividiria em três partes básicas. O norte seria dado ao seu aliado italiano, enquanto a parte central cairia sob o domínio alemão. O sul seria controlado por um Estado pró-nazista africâner construído a partir de bases raciais. Hitler se recusou a fornecer qualquer informação durante a guerra sobre a divisão de colônias francesas africanas entre os governos espanhol e italiano, com medo de perder o apoio da França de Vichy.
Em 1940, o Maior Geral da Marinha da Alemanha produziu um plano mais pormenorizado, acompanhado de um mapa que mostra uma proposta alemã de um império colonial na África Subsaariana que se estende do Oceano Atlântico ao Oceano Índico, essa proposta cumpriria o objetivo alemão territorial de Mittelafrika, e forneceria uma base a partir da qual a Alemanha atingiria uma posição proeminente no continente africano como a conquista da Europa Oriental alcançaria um estatuto semelhante ao longo do continente europeu. Em contraste com territórios que deveriam ser adquiridos na própria Europa (especificamente a Rússia Europeia), essas áreas contudo, não previam assentamento da população alemã. A criação de um vasto império colonial serviria principalmente para fins econômicos, pois permitiria a Alemanha ter mais recursos naturais que não seria capaz de encontrar em suas possessões continentais, bem como uma oferta adicional de trabalho quase ilimitado. Políticas racialistas seriam, no entanto, estritamente aplicadas em todos os seus habitantes (o que significa segregação de brancos e negros e punição de relações inter-raciais ) para manter a "pureza ariana".
A área inclui todos os territórios coloniais alemães pré-Primeira Guerra Mundial na África, bem como colonias complementares dos franceses, belgas e britânicos. Estes foram o Congo Belga, Congo Francês, Rodésia do Norte e Rodésia do Sul, Niassalândia, Quênia, Uganda, Gabão, Ubangui-Chari, Nigéria, Daomé, Costa do Ouro e quase todo o Níger e Chade.
A segunda parte do plano implica a construção de uma cadeia enorme de bases fortificadas navais e aéreas para as futuras operações contra o hemisfério ocidental, abrangendo grande parte da costa atlântica da Europa e da África, Trondheim na Noruega e todo o caminho até ao Congo Belga, assim como muitas ilhas ao longo do mar, como Cabo Verde e os Açores. Uma iniciativa similar, mas menos extensa foi destinada para a costa leste da África.

### Plano de dominação alemã da América do Sul
A Alemanha tinha planos para dominar a América do Sul a leste pela Cordilheira dos Andes. Hitler planejava iniciar uma extensiva colonização alemã na Argentina  (um país já com uma grande população de origem alemã).

### O plano de Hitler para a conquista da América do Norte
Na transcrição da Zweites Buch, em 1928 , Hitler previu uma guerra de conquista aérea contra os Estados Unidos por seu sucessor em 1980, conduzida por uma grande frota de bombardeiros de longo alcance alemães.
Cerca de nove meses antes dos Estados Unidos entrarem na Segunda Guerra Mundial, o presidente americano Franklin D. Roosevelt fez uma referência a Nova Ordem em um discurso em 15 de marco de 1941 :

... forças nazistas não estão buscando apenas modificações nos mapas coloniais ou em pequenas fronteiras europeias. Eles buscam abertamente a destruição de todos os sistemas eletivos de governo em todos os continentes, incluindo o nossa. Eles procuram estabelecer sistemas de governo com base na arregimentação de todos os seres humanos e pessoas por um punhado de governantes que tomam o poder pela força.
Sim, esses homens e seus seguidores hipnotizados chamam isso de "Nova Ordem". Não é Nova, e não é Ordem. Por ordem entre as nações pressupõe algo duradouro, algum sistema de justiça em que os indivíduos durante um longo período de tempo estão dispostos a viver. A humanidade nunca vai aceitar permanentemente um sistema imposto pela conquista, e baseado na escravidão. Esses tiranos modernos acham necessário para os seus planos eliminar todas as democracias - e eliminá-las uma por uma. As nações da Europa, e certamente nós mesmos, não permitirão isso.

### Reivindicação territorial na Antártida
Entre 1939 e 1945, o Terceiro Reich reivindicou a posse de um território na Antártica, denominado Nova Suábia (Neuschwabenland).

## O abandono do projeto para a Nova Ordem
Após a derrota alemã, com a decisiva Batalha de Stalingrado em 2 de fevereiro de 1943, a Alemanha estava na defensiva e não era mais capaz de contribuir ativamente para a implementação da Nova Ordem na União Soviética, embora o genocídio contra os judeus, ciganos, e outras minorias continuou. O projeto da Nova Ordem foi oficialmente abandonado no final de 1944, porque Himmler esperava obter dos aliados ocidentais uma paz em separado e continuar lutando contra a União Soviética, e para fazê-lo, ele queria parecer mais bondoso. Em março de 1945, Himmler concordou em se reunir com um representante do Congresso Judaico Mundial, dizendo: "Vamos enterrar o machado da guerra".